# 백설 공주

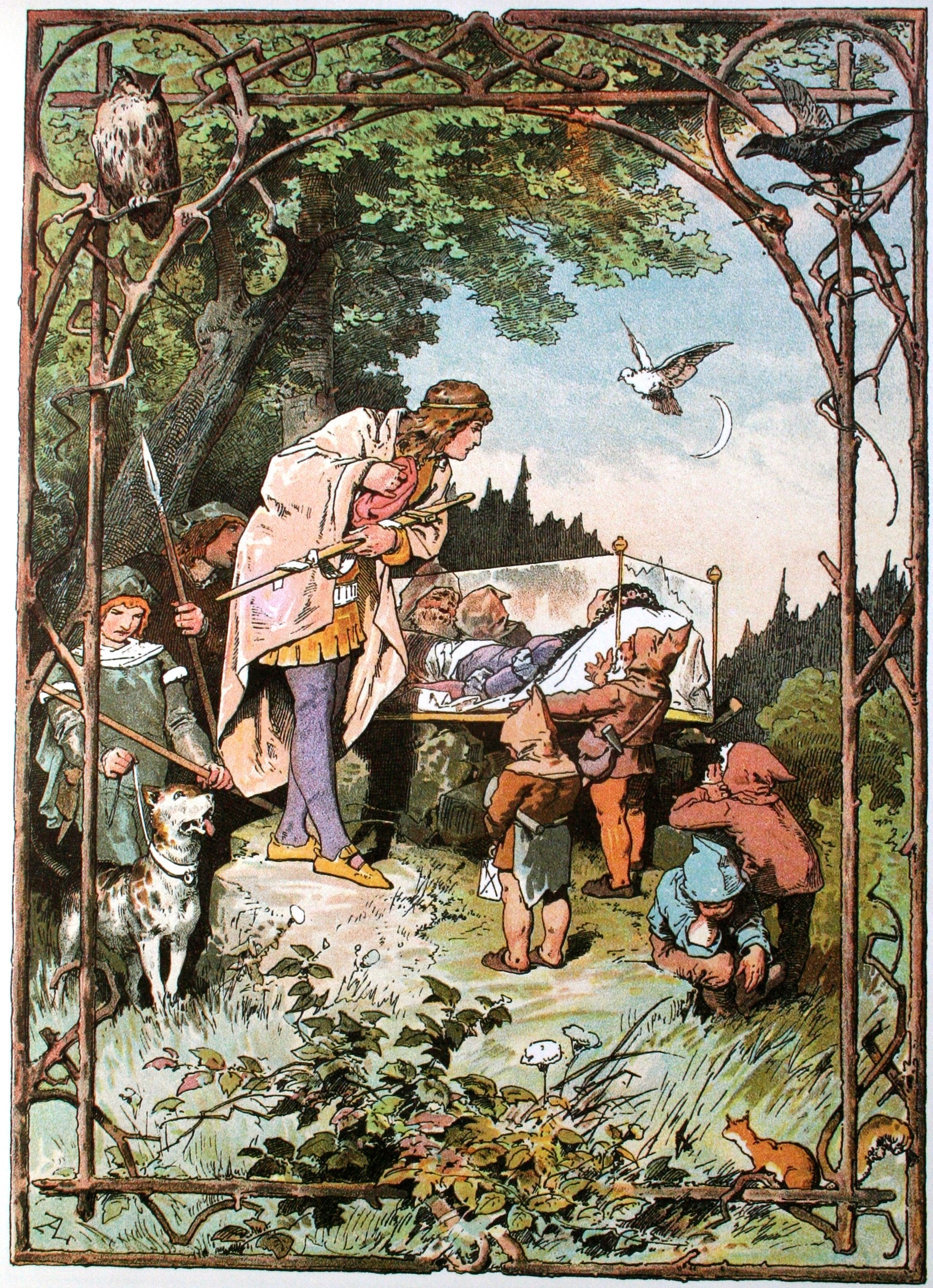
알렉산더 직의 백설 공주

《백설 공주》(白雪公主, 독일어: Schneewittchen, 영어: Snow White)는 유럽 여러 곳에 퍼져 있는 전설을 바탕으로 한 동화이다.

## 설명

### 전승
새어머니에게 구박을 받고 쫓겨나 일곱 난쟁이들에게 구제되어 생활했으나, 새어머니가 자객을 보내서 여러번 살해하려 했다는 전설과 16세기 독일의 귀족이자 스페인의 펠페 2세가 흠모하였다는 실존 인물 마르가레테 폰 발데크의 이야기 등이 뒤섞여 백설공주로 재탄생했다.

### 동화집
1937년 월트 디즈니가 백설공주와 일곱 난쟁이라는 제목으로 각색한 장편 애니메이션에서 일곱 난쟁이 각자에게 처음으로 이름이 붙었다. 한편, 그림 형제의 동화집 《어린이와 가정을 위한 동화》에는 또 다른 백설 공주 이야기인 〈백설공주와 붉은 장미〉가 수록되어 있다. 민속학자 안티 아르네와 스티스 톰슨이 제안한 민담 분류에서 백설공주는 709번 유형으로 분류되어 있다. 이 분류에 속하는 다른 이야기로는 이탈리아의 〈벨라 베네치아〉, 그리스의 〈미르시나〉, 아르메니아의 〈노리 하디그〉, 이탈리아의 〈젊은 노예〉, 대한민국의 <콩쥐 팥쥐>, 스코틀랜드의 〈금나무 은나무〉등이 있다. 알바니아의 민담 〈질투심 많은 자매〉도 이와 유사한 유형의 이야기로 다루어진다.

## 줄거리
대체로 널리 알려진 백설공주 이야기의 대략적인 줄거리는 다음과 같다.

### 백설

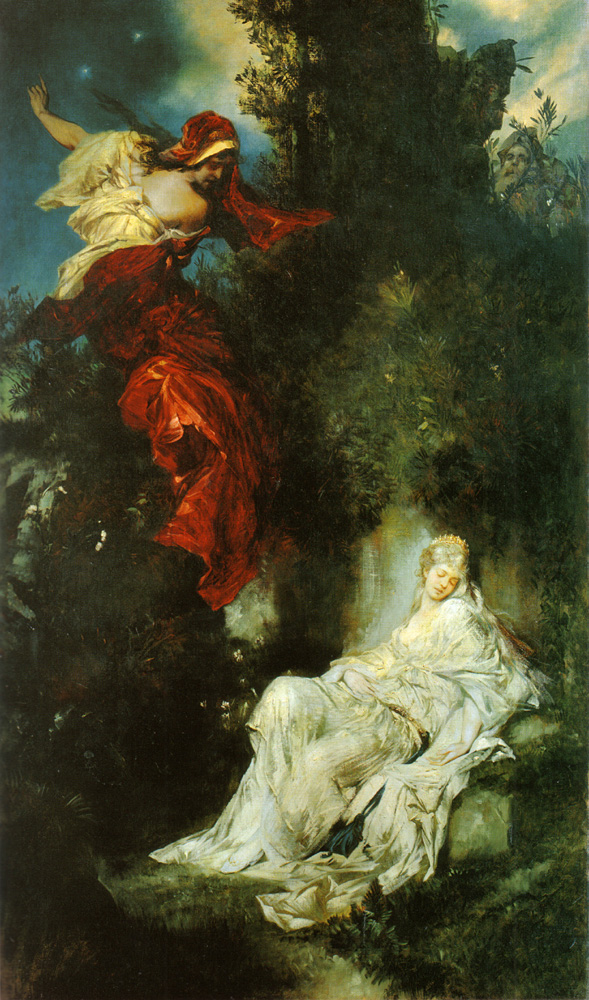
한스 마카트의 Slepping Snow White(1872)

옛날에 한 왕비가 창가에 앉아 바느질을 하고 있었다. 실수로 바늘이 손가락을 찌르자 피 한방울이 흑단으로 된 창틀에 쌓인 흰 눈위로 떨어져 내렸다. 이것을 본 왕비는 "이 까만 흑단같은 머리결에 흰 눈같은 피부에 이 피처럼 붉은 입술을 가진 딸을 가졌으면"하고 소망하였다. 얼마 지나지 않아 왕비는 아이를 가졌고, 소원한 것과 같이 흑단같이 까만 머리결에 흰 눈처럼 하얀 피부, 피처럼 붉은 입술을 가진 딸을 낳았다. 아이 이름을 백설공주라 지었다. 그러나, 왕비는 백설공주를 낳은 지 얼마 안 되어 죽고 말았다.

### 왕비
새로 맞이한 왕비는 아름다웠으나 허영심이 많았다. 특히, 욕심이 많은 마녀였다. 왕비는 마법 거울을 갖고 있었는데 이 거울은 진실만을 말했다. 왕비가 "거울아, 거울아 이 나라에서 누가 가장 예쁘지?"라고 물으면, 거울은 "여왕님이십니다"라고 대답했다. 백설공주가 점점 아름답게 자라 일곱살이 되었을 때 왕비가 거울에게 물었다. "거울아, 거울아 이 나라에서 누가 가장 예쁘지?" 그러자 거울은 "왕비님은 정말 아름다우십니다. 그러나 백설공주가 더 아름답습니다."라고 대답하였다.(또 다른 판본에서 거울은 그저 "백설공주입니다"라고 대답하기도 한다.)

### 도망
질투심에 휩싸인 왕비는 사냥꾼에게 백설공주를 숲으로 데려가 죽이고 그 증거로 심장을 가져오라 명령한다. 숲으로 백설공주를 데려간 사냥꾼은 차마 백설공주를 죽이지 못하고 숲 속으로 도망가라 이른다. 그리고 백설공주의 심장을 대신해 어린 멧돼지의 심장을 가져간다. 왕비는 심장을 요리하여 먹어버렸고, 그걸 백설공주의 것이라고 착각했다.

### 난쟁이와의 협상
숲 속에서 백설공주는 일곱 난쟁이의 오두막을 발견한다. 난쟁이들은 "저희가 일하는 동안 집을 돌봐주신다면 머무르셔도 좋습니다."라고 백설공주를 받아들인다. 얼마간의 시간이 지난 후 또 다시 거울에게 "누가 가장 예쁘냐?"고 물은 왕비는 "백설공주는 아직 살아 있으며 여전히 여왕님보다 예쁘십니다."는 답을 듣게 된다. 이후 분노한 왕비는 백설공주를 없애고자 세 번이나 난쟁이의 오두막을 찾는다. 세 번째 찾아가 건넨 독사과를 먹고 백설공주는 쓰러진다. 집으로 돌아와 쓰러져 있는 백설공주를 발견한 난쟁이들은 크게 슬퍼하며 유리로 된 관에 백설공주를 눕힌다.

### 결혼
시간이 흘러 숲을 지나던 왕자가 유리관에 놓인 백설공주를 보고 한 눈에 반한다. 왕자는 난쟁이들에게 사정하여 유리관을 얻는다. 숲을 지나 유리관을 옮기는 동안 유리관이 덜컹거리자 목에 걸린 독사과가 빠져나오고 백설공주는 다시 정신을 차린다. 왕자는 매우 기뻐하고 백설공주와 결혼한다.

### 결말
한편 왕궁에 돌아온 왕비는 의기양양하게 거울에게 "누가 가장 예쁘냐"고 묻는다. 거울은 "왕비님은 정말 아름다우십니다. 그러나 새로 왕비가 된 백설공주가 당신보다 천 배는 아름답습니다" 하고 대답한다. 자신의 양녀가 여전히 살아있을 뿐만 아니라 이웃 나라의 왕비가 되었다는 것을 알게 된 왕비는 그 길로 백설공주의 결혼식장으로 달려간다.
결혼식에 나타난 왕비는 붙잡혀 처벌을 받게 된다. 왕비에게는 빨갛게 달구어진 쇠구두가 신겨졌고, 왕비는 죽을 때까지 춤추듯 뛰어다녔다.

## 그림형제의 주석

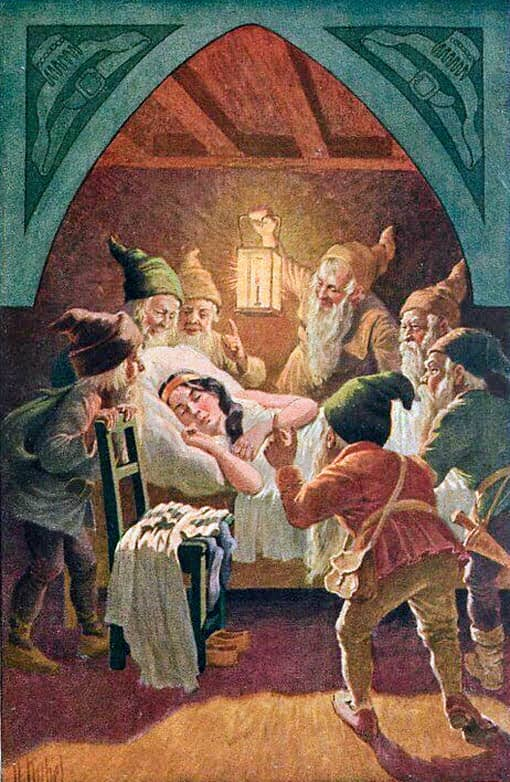
오토 벨의 일러스트레이션

그림 형제는 동화집 초판에서 백설공주 이야기의 끝에 주석을 달아 그림 형제가 채록한 원래 이야기에서 백설공주를 숲으로 끌고가는 것은 왕비 자신이며 왕비가 숲에서 꽃구경을 하는 사이 시종이 공주를 도망치게 한다는 것이다. 그림 형제는 이 이야기를 동화집에 수록하면서 아이들을 위해 순화시켰을 것이다. 또한 원래 고대 유럽에서 내려오던 전설에서는 계모가 아니라 친어머니가 백설공주를 미워했던 것이다. 이 역시 그림 형제에 의해 어머니는 친어머니가 아니라 계모로 각색, 윤색되었다.

## 신화의 재료
백설공주는 반 신화화된 실존 인물의 설화와 고대로부터 전해지던 독일 신화가 결합된 것이었다. 백설공주 이미지의 실제 주인공은 마르가레테 폰 발데크라는 16세기 독일의 어느 귀족 여성이었다. 당시 독일에 전해내려오던 전설들을 섞어서 백설공주 스토리를 만들어냈다.

### 마르가레테 폰 발데크
백설공주 이야기는 역사상 실존하였던 마르가레테 폰 발데크(1533년–1554년)을 바탕으로 한 것이라 한다. 마르가레테는 발데크의 탄광촌에 살았던 아름다운 처녀였다. 당시 탄광촌에서는 "난쟁이"처럼 작은 어린이들이 갱도에 들어가 일을 해야 했다.(→아동노동) 백설공주와 같이 마르가레테 역시 계모에게 시달려야 했다. 마르가레테는 16세가 되던 해 브뤼셀에 가게 되었고 아름다운 미모로 인해 몇몇 귀족들과 교제가 있었다. 펠리페 2세는 마르가레타에게 한 눈에 반해 결혼하고자 하였다. 그러나 마르가레테는 독살되고 말았다. 중세에서 왕가의 결혼은 서로간의 영토문제를 해결하고 동맹을 유지하는 매우 민감한 정치적 문제였기 때문에 모종의 음모가 관련된 것으로 보인다. 마르가레타는 21세가 되던 1554년 사망하였으며 그녀 스스로가 기록한 글에서 죽음에 이르기까지 마르가레타는 경련으로 고통받았음을 알 수 있다. 한편, 백설공주와는 달리 마르가레테가 독살되었을 당시 계모는 이미 사망하고 없었다. 아름다운 아가씨의 애달픈 죽음은 여러 사람들의 기억에 각인되었고 이후 많은 이야기의 바탕이 되었다.

### 친어머니 전설
독일의 전설에 의하면 구박받다가 집에서 쫓겨난 공주가 난쟁이들에 의해 구제된다는 전설이 있다. 어느 시골의 왕과 왕비가 존재하였다. 그들에게서 딸 백설공주가 태어났는데, 백설공주는 미모가 수려하였고 그의 아버지 왕이 그를 편애하다가 어머니 왕비는 딸을 미워하였다.
백설공주는 아버지 왕이 자신을 사랑한다는 것을 이용하여 매우 오만하게 행동하였다. 왕비는 공주를 제거하기로 결심하고 궁에서 쫓아낸다. 이때 어느 야산에서 난쟁이들에 구제된 백설공주는 그들의 집에서 생활했다 한다. 한편 공주를 쫓아낸 왕비는 사냥꾼을 시켜서 공주를 암살하고 오게 만든 뒤 사냥꾼의 입을 막기 위해 사냥꾼을 살해한다. 사냥꾼은 공주를 죽이지 못하고 곰을 한마리 사냥한 뒤, 곰의 간을 빼서 왕비에게 증거로 갖다 바쳤던 것이다.
왕비는 딸인 백설공주를 목을 졸라 죽이려 했지만 일곱 난쟁이가 풀어주어 위기를 모면하였다. 공주는 독이 든 사과 또는 약물을 먹고 죽었다고도 하고 독이 묻은 참빗으로 머리를 빗다가 죽었다고 한다. 그뒤 어느 귀족의 자제가 숲을 지나가다가 일곱 난장이들에 의해 장례식이 치러지던 백설공주의 시신을 보고 그를 치료해서 결혼하게 된다. 그리고 공주의 사주로 복수를 위해 친어머니인 왕비를 무도회에 초청한 후 납치, 불에 달군 쇠몽둥이 혹은 쇠구두로 고문하여 죽게 한다.
원래의 중세 독일에서 떠돌던 전설에 의하면 친어머니가 딸의 아름다움을 질투해서 쫓아냈다고 구전되었지만 그림 형제는 이를 아이들의 정서를 생각하여 친어머니가 아니라 계모인 것처럼 각색하여 발표하였다.

### 재사망 전설
백설공주가 왕비의 독사과를 먹고 쓰러지고 다시 되살아난 후 왕자와 결혼하여 행복하게 살다 왕비의 독사과의 독이 몸에 남아있어 그로 인해 사망하게 된다. 그리고 프랑스의 한 숲속깊은 곳에 묻혀 있다고 한다.

## 각색

### 현대 문학
1833년 알렉산드르 푸시킨은 백설공주의 이야기를 차용한 시 《죽은 공주와 일곱 명의 기사》를 발표하였다. 웨일스의 작가 루스 매닝 샌더스는 《난쟁이의 책》에 백설공주의 이야기를 삽입하였다. 영국의 작가 타니스 리는 자신의 책 《빨강과 피》에 같은 제목의 짧은 이야기를 수록하였다. 이 외에도 닐 게이먼 등의 작가들이 백설공주를 소재로 한 작품을 썼다.

### 텔레비전과 영화
백설공주는 1916년 무성 영화로 만들어진 이래 여러 텔레비전 프로그램, 영화, 애니메이션의 소재가 되었다. 1937년 월트 디즈니가 제작한 애니메이션 백설 공주와 일곱 난쟁이가 특히 유명하다.

#### 한국영화
한국영화에도 1964년 백설공주를 각색한 영화 ⟨백설공주⟩가 있다.
- 감독: 박구
- 출연: 김도원(미달국 태수), 허장강(간신 파돌계), 도금봉(태수비), 김지미(태수의 외동딸 백설), 김진규(내전시랑)[8]

## 책 소개
- 그림 형제, 한미희 역, 그림 형제 동화집 1, 비룡소, 2005, ISBN 89-491-9041-9

## 주해
1. ↑  타니스 리와 닐 게이먼은 동화를 각색한 판타지 작품을 쓴 작가이다. 한국어로 번역된 이들의 작품으로는 《그린북, 레드북》(북스피어, 2007, ISBN 89-91931-20-0)이 있다.

## 같이 보기
- 잠자는 숲속의 미녀
- 스네구로치카